# 摩沙勒巡检司
摩沙勒巡检司是明朝和清朝时期云南省的一个土司，隶属临安府新化州，长官为普氏，治所在今新平彝族傣族自治县漠沙镇:158。摩沙勒巡检司位于礼社江边，礼社江又名“摩沙勒江”:1184。

## 历史沿革
摩沙勒初为马龙他郎甸长官司辖地，明洪武二十年（1387年），麓川思伦法攻打马龙他郎甸的摩沙勒寨，西平侯沐英遣都督宁正率军抵御，斩杀麓川军1,500余级，是为摩沙勒之役。永乐十四年（1416年），设置摩沙勒巡检司，以马龙他郎甸副长官普赐之弟普宁为土巡检。
宣德八年（1433年），摩沙勒寨万夫长刀瓮及弟刀眷紏率夷兵侵占马龙他郎甸长官司等衙门，明宣宗朱瞻基表示应先招抚，事不得已再发兵进讨，要求毋扰平民。正统二年（1437年），刀瓮不服招抚，再次造反，明英宗批准黔国公沐昂，调少量精兵用计擒捕刀瓮。
清顺治初年，摩沙勒土巡检普承勋投诚，授世职，康熙四年（1665年），地方叛乱，普承勋逃亡，摩沙勒巡检司废。

## 土司列表
摩沙勒巡检司设立至荒废共250年，共传袭六世。
- 普宁
- 普荣（普宁之子）
- 普从化（普荣之弟）
- 普治（普从化之子）
- 普天晓（普治之子）
- 普承勋（普天晓之弟）